# Zalaszegvár
Zalaszegvár község Veszprém vármegyében, a Sümegi járásban. A település eredetileg Szent István magyar király korától az 1950-es megyerendezésig Zala vármegyéhez tartozott.

## Fekvése
Sümegtől északra, Hosztót, Veszprémgalsa és Nemeskeresztúr közt, a 7325-ös út mentén fekvő település.

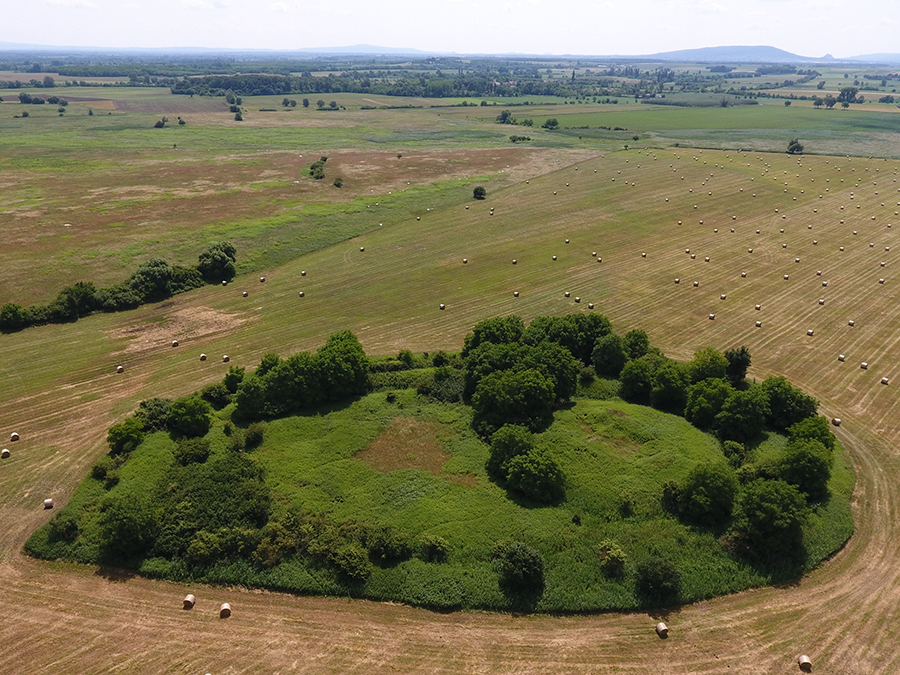
Sziget és Karakó

## Története
Zalaszegvár nevét 1396-ban említette először oklevél Zeguár néven.
A 15. század közepén épült fel itt a Csép kastellum, mely a Marcal folyó átkelőhelyének védelméül szolgált. A vár később elpusztult, de 1660-ban Hosszútóti Pál újra felépíttette. Ekkor költöztek ide a vár alá az időközben pusztává vált Hosztót település lakói, kik ezután hosszú időn át a végváriak életét élték.
Zalaszegvár a török hódoltság alatt palánkkal védett hely volt, mely sikeresen védekezett a török ellen. 1556-ban a falu ősi római katolikus plébániája is elpusztult, lakossága később evangélikus hitre tért át, és a régi templommal szemben fából és paticsfallal felépítette saját templomát, mellette haranglábbal, majd 1744 táján épült fel másik templomuk melyet Gyulai Gál Gábor építtetett. Mai templomuk Jézus Szive tiszteletére 1909-ben épült. 1910-ben 471 magyar lakosa volt.
A falu az 1950-es megyerendezés előtt Zala vármegye Sümegi járásához tartozott.

## Közélete

### Polgármesterei
- 1990–1994: Helter Zoltán (független)[3]
- 1994–1998: Helter Zoltán (független)[4]
- 1998–2002: Helter Zoltán (független)[5]
- 2002–2006: Helter Zoltán (független)[6]
- 2006–2010: Bujtor Tamás (független)[7]
- 2010–2014: Bujtor Tamás (független)[8]
- 2014–2019: Tudja Endre (független)[9]
- 2019–2024: Tudja Endre (független)[10]
- 2024– : Tudja Endre (független)[1]

## Népesség
A település népességének változása:
| Lakosok száma | 134  | 143  | 135  | 132  | 139  | 139  | 145  |
|               | 2013 | 2014 | 2015 | 2021 | 2022 | 2023 | 2024 |

A 2011-es népszámlálás során a lakosok 90,3%-a magyarnak, 3,5% németnek mondta magát (8,3% nem nyilatkozott; a kettős identitások miatt a végösszeg nagyobb lehet 100%-nál). A vallási megoszlás a következő volt: római katolikus 64,6%, református 2,8%, evangélikus 1,4%, felekezet nélküli 13,2% (18,1% nem nyilatkozott).
2022-ben a lakosság 90,6%-a vallotta magát magyarnak, 1,4% németnek, 1,4% románnak, 2,2% egyéb, nem hazai nemzetiségűnek (8,6% nem nyilatkozott; a kettős identitások miatt a végösszeg nagyobb lehet 100%-nál). Vallásuk szerint 43,2% volt római katolikus, 2,2% evangélikus, 0,7% református, 2,2% egyéb keresztény, 2,2% egyéb katolikus, 10,8% felekezeten kívüli (38,8% nem válaszolt).

## Nevezetességei
- Szegvár várának romjai, a Marcal folyó szegletében.

## Híres emberek
- Itt született 1799. február 14-én Gyulai Gaál Miklós honvéd tábornok